# Barilius gatensis
Barilius gatensis е вид лъчеперка от семейство Шаранови (Cyprinidae). Видът не е застрашен от изчезване.

## Разпространение
Разпространен е в Индия (Карнатака, Керала и Тамил Наду).

## Описание
На дължина достигат до 15 cm.